# Арно Шмит
Арно Шмит (на немски: Arno Schmidt) е германски белетрист и преводач от английски, роден в Хамбург в семейството на полицейски служител.

## Биография
Арно Ото Шмит израства в Хамбург, а след смъртта на баща му през 1928 г. се преселва с майка си в родния ѝ град Лаубан и тръгва на училище в Гьорлиц. Завършва го през 1933 г. и за няколко месеца е безработен, но след това си намира място в една текстилна фирма в Грайфенберг.
По време на Втората световна война, през 1940 г. Арно Шмит е призован във Вермахта, където математическите му познания го отвеждат в артилерията. През 1945 г. Шмит се записва доброволец за действащия фронт в Северна Германия, за да получи кратка домашна отпуска. Когато става ясно, че страната му губи войната, Шмит използва тази отпуска, за да организира своето бягството заедно с жена си в западната част на Германия и така да избегне пленяването му от Червената армия, за която се знаело, че се отнася крайно сурово с военнопленниците и цивилното немско население. Арно Шмит се предава на британските сили в Долна Саксония. Като бежанец той и жена му загубват почти цялата си собственост, включително ценната си колекция от книги.
От 1946 г. Арно Шмит е писател на свободна практика. Първият му сборник с разкази Левиатан излиза през 1949 г. Произведенията на Шмит от 50-те години са характерни с необичайна, често свързана с експресионизма лексика. Формата им изразява стремежа на автора към създаването на нов вид проза. По съдържание те са белязани от културно-песимистичен светоглед и враждебност към състоянието на Западна Германия в ерата на Аденауер.
Теоретическите размишления на Арно Шмит по въпросите на прозата и езика се оформят през 60-те години в духовно общуване преди всичко с Джеймс Джойс и Зигмунд Фройд. Като резултат от това развитие възниква монументалната му основна творба романът Сънят на Цетел (1970).
Освен големи белетристични произведения, Арно Шмит създава разкази и есета, а също множество преводи от английски.
Арно Шмит е смятан за един от най-значимите немскоезични писатели на XX век.
Умира в долносаксонския град Целе на 3 юни 1979 г. от сърдечен удар.

## Почит
През 1981 г. в памет на писателя е учредена литературната награда „Арно Шмит“.

## Награди и отличия
- 1951: Großer Literaturpreis der Akademie der Wissenschaften und der Literatur
- 1964: „Награда Теодор Фонтане“ на град Берлин
- 1965: Große Ehrengabe für Literatur des Kulturkreises im Bundesverband der Deutschen Industrie
- 1973: „Награда Гьоте“ на град Франкфурт на Майн